# Anatolepis
Als Anatolepis werden phosphatische Schalen- und Knochenreste bezeichnet, die wahrscheinlich sehr frühen Pteraspidomorphi angehörten. Die Funde dieses problematischen Taxons incertae sedis stammen vorwiegend aus dem Mittleren Ordovizium, können aber bis ins Obere Kambrium zurückreichen. Sie stellen somit ein sehr bedeutendes Bindeglied in der Entwicklungsgeschichte der frühen Vertebraten dar.

## Erstbeschreibung
Die nur wenige Quadratmillimeter großen Fragmente wurden 1976 von Bockelie und Fortey auf Svalbard entdeckt und wissenschaftlich erstbeschrieben. Die Autoren ordneten damals ihren Fund einem heterostraken Kieferlosen (Agnatha) zu.

## Taxonomie
Carroll (1988) führt Anatolepis als Gattung der pteraspidoformen Familie Arandaspididae, zusammen mit Arandaspis und Porophoraspis als Schwestertaxa. Das einzige Subtaxon von Anatolepis ist Anatolepis heintzi Bockelie & Fortey.

## Merkmale
Die Schalenreste von Anatolepis wurden zusammen mit benthisch lebenden Trilobiten, Conodonten und Brachiopoden gefunden. Ihre Dicke beträgt nur 0,1 Millimeter. Die Oberfläche ist schuppenartig ornamentiert. Leider lassen die Reste keine Schlüsse auf die Gestalt ihres Trägers zu. Chemisch bestehen sie aus Hydroxylapatit, dem Mineralbestandteil von Knochen. Ihre Histologie ist jedoch grundverschieden von später erscheinenden, jedoch immer noch primitiven Vertebraten.
Im Querschnitt zeigen die aus einer Dermis hervorgegangenen Schalenreste einen dreischichtigen Aufbau. Die knochige Unterseite (mit unsicherer Zuordnung des Knochenmaterials) ist lagig aufgebaut, darüber folgt eine intermediäre, schwammartige, kavernöse Lage aus Aspidin (Knochenmaterial ohne erkennbare Knochenzellen) und eine ebenfalls lagige, knochige Oberflächenschicht aus Dentin (wird von Odontoblasten abgesondert und ist charakteristisch für Vertebraten). Die kavernöse Mittelschicht wird von kleinen porösen Kanälen durchzogen, welche wahrscheinlich kleine Blutgefäße oder Nervenbahnen repräsentieren. Die Oberflächenschicht zeigt tuberkulöse bis schuppige Auswüchse, die den "Tesserae" (Mosaikelementen) des Rückenschilds von Astraspis in etwa ähnlich sehen. 
Diese "Tuberkel" bzw. "Odontoden" sind variabel in Größe und Ausgestaltung und wechseln von runden zu oval ausgelängten Formen. Einzelheiten sind oft nur schlecht zu erkennen, da die Schuppen meist stark abradiert sind. Die Tuberkel werden aus röhrenförmigem, meist steil stehendem Dentin aufgebaut, Anwachsringe sind erkennbar. An ihrer Basis befindet sich eine höhlenartige Öffnung (Englisch pulp cavity), von der aus kleine Dentinröhren an die Oberfläche aufsteigen, zum Teil verästeln, jedoch die Oberfläche selbst letztlich nicht erreichen. 
Auch das dazwischenliegende phosphatische Gewebe kann entweder flach lagig bis stark gebogen sein. An seiner Oberfläche befinden sich kleine Löcher, die das Ende von Porenkanälen darstellen, welche das gesamte Lagengewebe durchdringen. Die Kontaktstellen zu den Tuberkeln sind meist etwas nach oben verbogen.
Es wurden außerdem andere knochige Platten gefunden, deren Oberflächenschuppen nicht als Tuberkel ausgebildet sind, sondern dachziegelartig hintereinander folgen.
Die Ornamentierung der Reste von Anatolepis erinnert in gewisser Weise an die ältesten bekannten, rund 465 Millionen Jahre alten Heterostraci, Arandaspis und Porophoraspis, übertrifft diese aber um rund 30 Millionen Jahre an Alter.

## Wissenschaftliche Kontroverse
Die Deutung von Anatolepis als Vertebraten-Fossil ist in der Fachwelt nicht unumstritten geblieben. Skeptiker verwiesen auf Abweichungen in Struktur und Dicke zum Osteoderm der anderen bekannten frühen Schädellosen (der Arandaspida oder der Heterostraci). Ihrer Interpretation zufolge habe es sich bei dem Fossil genauso gut um fossile Cuticula eines Arthropoden, möglicherweise zu den Aglaspidida gehörig, handeln können. Zu den Argumenten für die Wirbeltiernatur des Fossils gehört der Nachweis von Relikten, die als Dentin-Kanäle gedeutet werden können. Allerdings lässt die Struktur der Funde keine Interpretation als Ganoidschuppen zu, da eine Schuppenstruktur nicht ausgeprägt ist. Die Dentin-Befunde reichten aber nicht aus, um Skeptiker zu überzeugen, so dass möglicherweise erst neuere, im anatomischen Zusammenhang stehende Funde eine endgültige Klärung ermöglichen werden.
Aus der gleichen Zeitstellung wie Anatolepis, und zusammen mit diesen in den australischen Gola Beds gefunden, wurde als weiteres mögliches Wirbeltier-Mikrofossil Fenhsiangia (Oberes Tremadocium bis Unteres Floium) beschrieben, dessen Natur aber genauso umstritten ist. Merkwürdigerweise existieren bis heute keine aussagekräftigen Makrofossilien dieser Zeitstellung.

## Fazit
Die taxonomische Zugehörigkeit von Anatolepis bleibt somit nach wie vor umstritten, da bisher noch keine sichere Zuordnung getroffen werden konnte. Es ist sehr wahrscheinlich, dass es sich bei Anatolepis um einen primitiven Fisch handelt, der in etwa zeitgleich mit den ersten Conodonten im Oberkambrium erstmals auftritt. Diese Tatsache verdeutlicht, dass zu Beginn des Ordoviziums die Entwicklung der Vertebraten bereits weit fortgeschritten war. 

## Vorkommen
Schalenreste von Anatolepis treten an folgenden Fundstellen auf:
- Australien:
  - Queensland – Boulia – Gola Beds (Mittleres Oberkambrium)
- Grönland:
  - Ostgrönland (Unteres Ordovizium)
- Norwegen:
  - Svalbard, Ny Friesland – Valhallfonna-Formation (Darriwilium)[8]
- Vereinigte Staaten:
  - Arkansas – Smithville Formation (Oberes Unterordovizium)
  - New York – Baldwin Corner Formation (Unterstes Ordovizium)
  - Oklahoma – Fort Sill Limestone (Oberkambrium)
  - Texas – El Paso Group (Unteres Ordovizium)
  - Utah – Wahwah Limestone (Oberes Unterordovizium)
  - Wisconsin – Green County – Dunleith Formation und Guttenberg Formation (Darriwilium)[9]
  - Wyoming – Crook County – Deadwood Formation (Oberkambrium)

Wie die Vorkommen zeigen, war Anatolepis bereits im Oberkambrium anzutreffen und im Unteren Ordovizium dann weit verbreitet. Die strikt marinen Vorkommen scharen sich überwiegend auf 20° nördlicher bis 25° südlicher Breite um den Nordamerikanischen Paläokontinent (Laurentia) und dokumentieren subtropische bis tropische Bedingungen.